# Karl Adam Windel

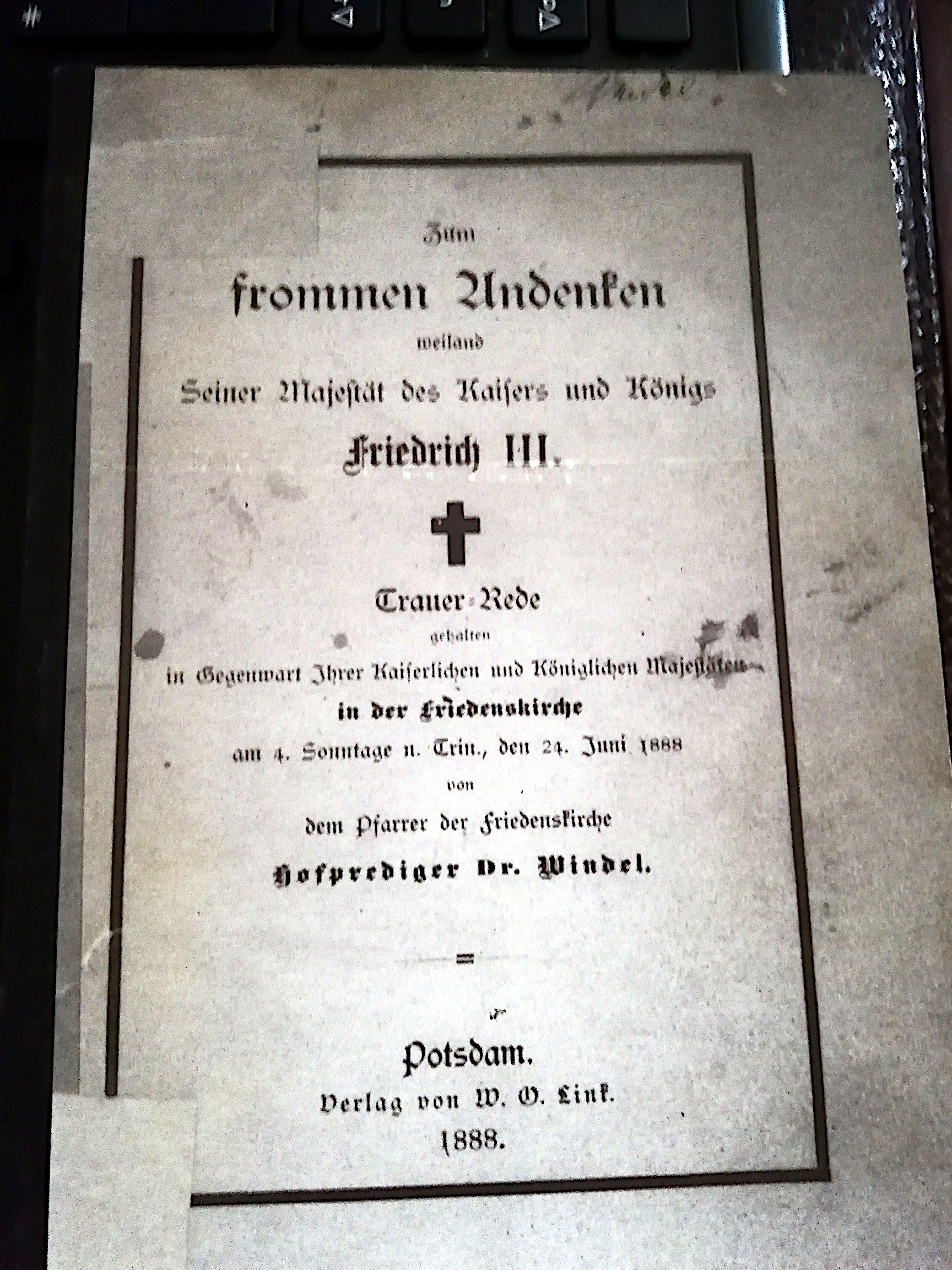
Titelblatt der Trauerrede von Hofprediger Windel zum Tode Kaiser Friedrichs III.

Karl Friedrich Adam Windel (* 22. August 1840 in Arolsen; † 9. September 1890 in Potsdam) war ein evangelischer Theologe.

## Leben
Windel studierte in Erlangen und Tübingen Evangelische Theologie. 1860 wurde er Mitglied des Erlanger Wingolf und 1861 der Studentenverbindung Staufia Tübingen. 1866 wurde er ordiniert und Prediger an der Kirche der Berliner Charité. Windel genoss das Vertrauen und die Gunst verschiedener Preußischer Königinnen: Zunächst der Königin Elisabeth, die er auf Reisen begleitete, und später der Kaiserin Augusta, durch deren Einsatz er 1867 zum Seelsorger am Augusta-Hospital berufen wurde. Windel verkehrte häufig in der Familie Karl Hermann von Wangenheims; dort lernte ihn in den 1860er Jahren auch Theodor Fontane kennen, mit dem ihn bis zu seinem Tod eine Freundschaft verband. Windel fungierte als Gesprächsführer bei den alle zwei Wochen stattfindenden Schopenhauer-Abenden im Hause Wangenheim in den 1870er Jahren. 1879 wurde er auf Betreiben von Kaiser Wilhelm I. Pfarrer an der Friedenskirche in Potsdam und kurz darauf Hofprediger. 

## Literarische Figur
Windel war das Urbild des Paters Feßler in Theodor Fontanes Roman Graf Petöfy. Fontane bescheinigte Windel eine „Mischung von Strenggläubigkeit und Schopenhauer“ und kommentierte: „Dies zu vereinigen war ein Kunststück.“

## Auszeichnungen
- Roter Adlerorden, 4. Klasse (7. Juni 1882)[9]
- Orden vom Zähringer Löwen, Ritterkreuz I. Klasse mit Eichenlaub (1888)[10]

## Werke
- Lieben und Leiden der ersten Christen. Ein Vortrag gehalten im Evangelischen Verein zu Berlin, Leipzig 1873.
- Hinauf gen Jerusalem. Predigten, Leipzig 1874.

### Als Herausgeber
- Beiträge aus der Seelsorge für die Seelsorge, 1872–1882.